# Burgholzberge
Die Burgholzberge sind laut dem Handbuch der naturräumlichen Gliederung Deutschlands eine kleinteilige naturräumliche Einheit mit der Ordnungsnummer 338.051 und gehören als Teil der Naturräumlichen Einheit Lichtscheider Höhenrücken (338.05) zu dem übergeordneten Naturraum Bergische Hochflächen (338).

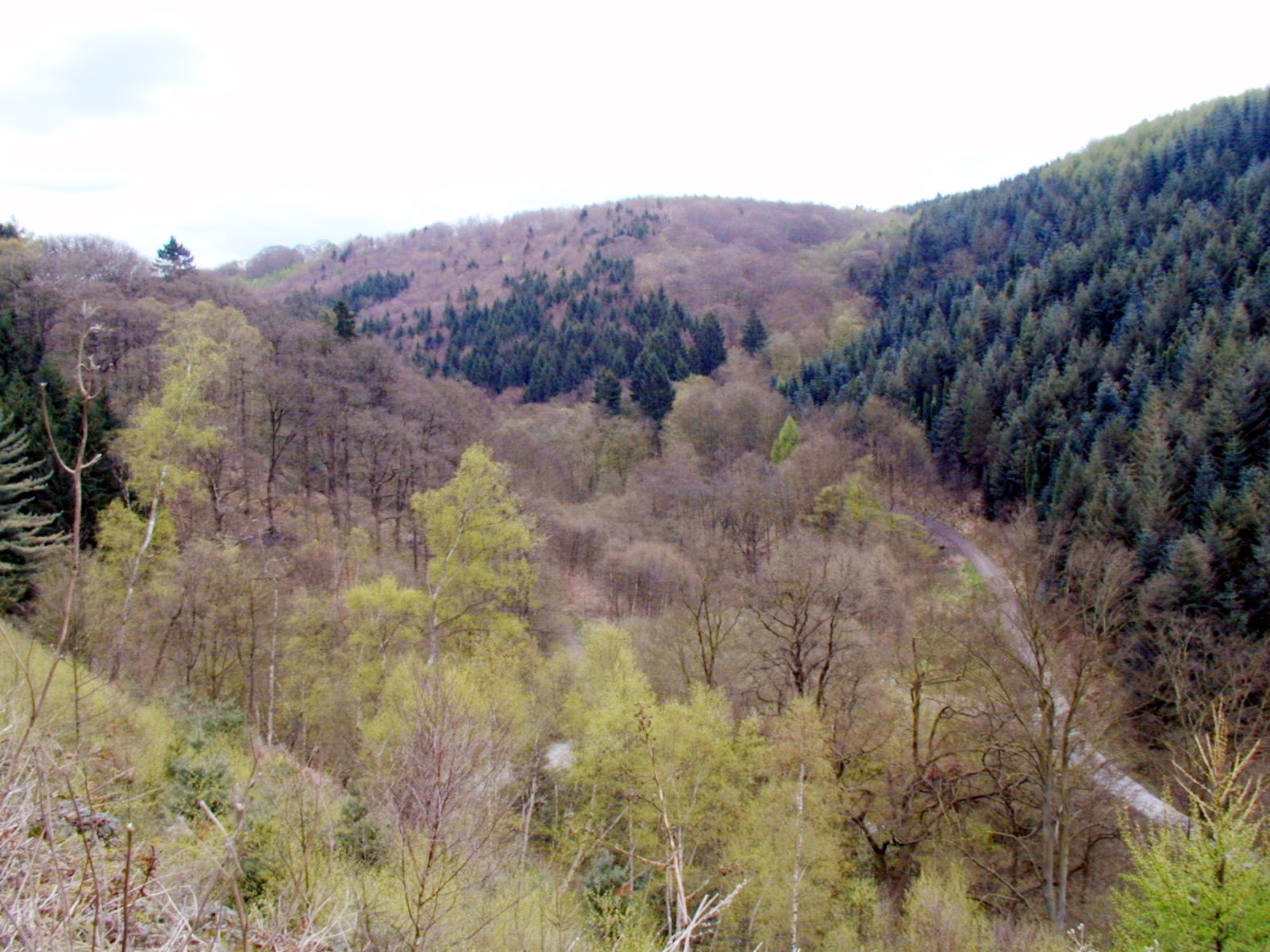
Das Kerbtal des Burgholzbachs

Das fast vollständig bewaldete Gebiet umfasst das Kerbtal des Burgholzbachs, das zum Kerngebiet Staatsforst Burgholz gehört, und einen Bereich südwestlich davon bis zum Kaltenbach. Es liegt auf dem Stadtgebiet der bergischen Großstadt Wuppertal und besteht neben dem Burgholzbachtal aus den einrahmenden Erhebungen wie den Burggrafenberg, Peemannsberg, Vonkelner Berg, Neuenberg und den Ausläufern des Nesselbergs, des Cronenbergs und des Hahnerbergs. Im Süden gehören  der Berg Kürken, das Tal des Herichhauser Bachs, die Ortslage Wahlert und der Jacobsberg zu den Burgholzbergen. Im Westen schließt sich die naturräumliche Einheit Westliches Wupperengtal (338.03) an, an allen anderen Seiten umgibt der Lichtscheider Höhenrücken das Gebiet. Zahlreiche zum Burgholzbach oder zum Herichhauser Bach abfallende, teils wasserführenden Seitenkerbtäler, lokal Siepen oder Siefen genannt, strukturieren das Gelände.
Am Burgholzbach sind Reste von protoindustriellen Hammerwerken erhalten, auf dem Burggrafenberg befindet sich eine mittelalterliche Abschnittsbefestigung namens Burggraben.